# Nonastrild
De nonastrild (Estrilda nonnula) is een vogel uit de familie van de prachtvinken (Estrildidae).

## Kenmerken
De lichaamslengte bedraagt 10 tot 11 cm.

## Leefwijze
Het voedsel van deze vogels bestaat voornamelijk uit graszaden.

## Verspreiding en leefgebied
Deze vogels komen voor op het eiland Fernando Poo, in Kameroen, Congo-Kinshasa, Oeganda, Kenia, Tanzania, Guinee, Nigeria, Soedan en Gabon aan randen van wouden, open plekken in het woud, gebieden met overwegend struikgewas alsmede in tuinen van bewoonde gebieden.
De soort telt drie ondersoorten:
- E. n. elizae: Bioko.
- E. n. eisentrauti: Mount Cameroon.
- E. n. nonnula: van zuidoostelijk Nigeria en Kameroen tot zuidoostelijk Soedan, westelijk Kenia en noordwestelijk Tanzania.